# 原田彰
原田 彰（はらだ あきら、1937年 - ）は、日本の教育社会学者、広島大学名誉教授。
朝鮮慶州生まれ。広島大学大学院教育学研究科博士課程単位取得期退学（教育社会学専攻）。四国女子大学助教授、1974年同志社大学助教授、1979年徳島大学教授、1985年鳴門教育大学教授、1991年広島大学教授、2001年名誉教授、広島文化学園大学教授。1985年「デュルケームの教育理論 学校教育への社会学的アプローチ」で広島大学教育学博士。

## 著書
- 『デュルケーム教育理論の研究』渓水社 1991
- 『教師論の現在 文芸からみた子どもと教師』北大路書房 日本子ども社会学会セレクション 2003
- 『差別・被差別を超える人権教育 同和教育の授業実践記録を読み解く』明石書店 世界人権問題叢書 2015

### 共編著
- 『全員参加の学級・授業づくりハンドブック 学年別 小学校5・6年編』伴恒信,相原次男,太田佳光共編著 黎明書房 1990
- 『学力問題へのアプローチ マイノリティと階層の視点から』編著 多賀出版 2003
- 『子ども社会学への招待』望月重信共編 ハーベスト社 2012

翻訳
- 『世界の生涯教育 その理論と実情』新堀通也共編訳 福村出版 教育選書 1972